# Maratona de Paris

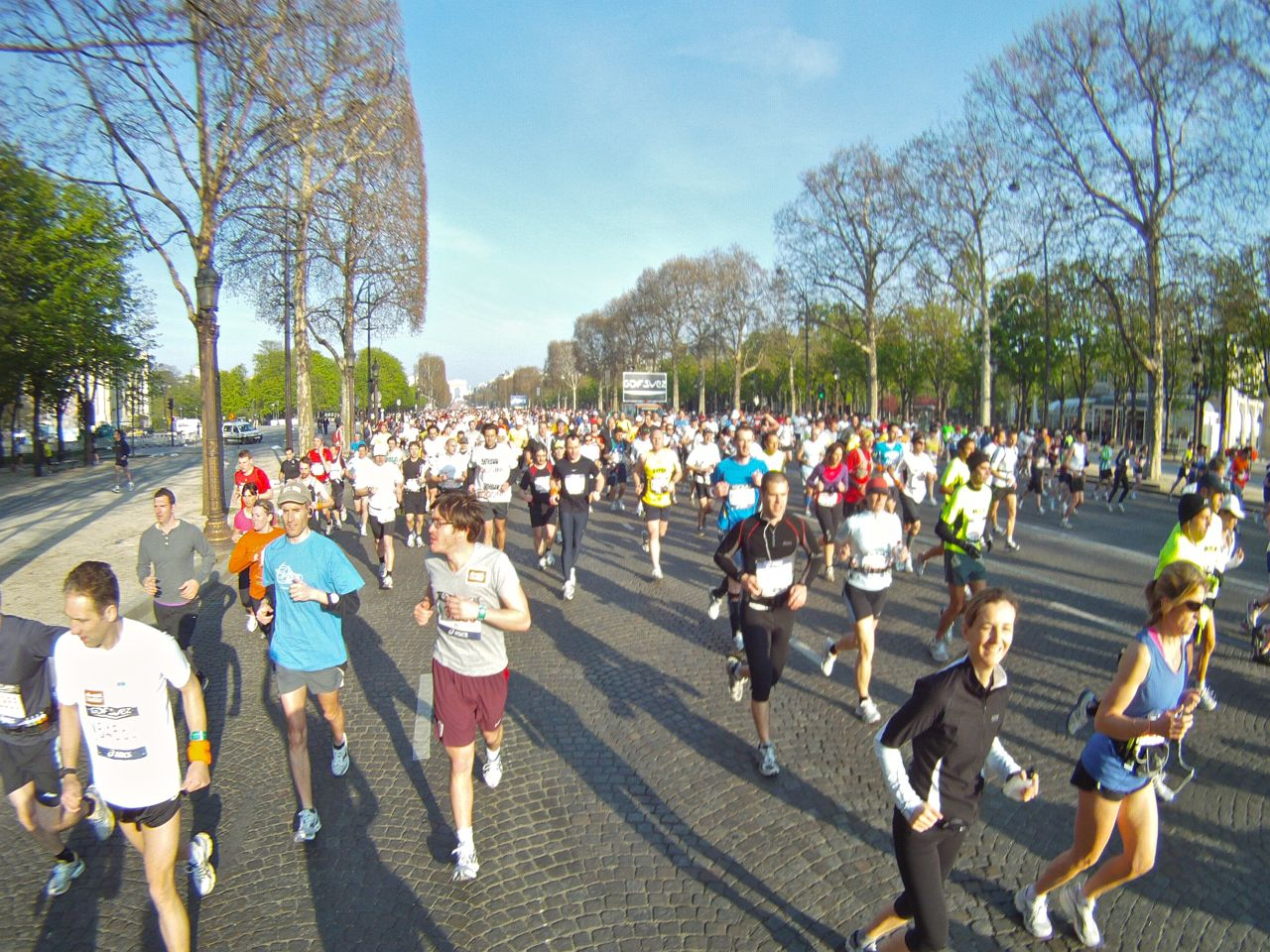
Maratona de Paris de 2010, corredores na Avenida Champs-Élysées.

Maratona de Paris é uma prova atlética disputada nas ruas da cidade de Paris, França. A primeira corrida aconteceu em 19 de julho de 1896 logo após os Jogos Olímpicos de Verão. A partir de 1976 o percurso com 42.195 km é percorrido anualmente, com uma interrupção em 1991 quando a competição foi cancelada em razão da Guerra do Golfo. Foi interrompida também em 2020, devido a Pandemia de COVID-19 na França.
Os corredores portugueses Manuel Matias, Domingos Castro e Henrique Crisóstomo venceram a competição em 1988, 1995 e 1996. Aurora Cunha também atleta de Portugal foi a vencedora da versão feminina em 1988.

## Vencedores

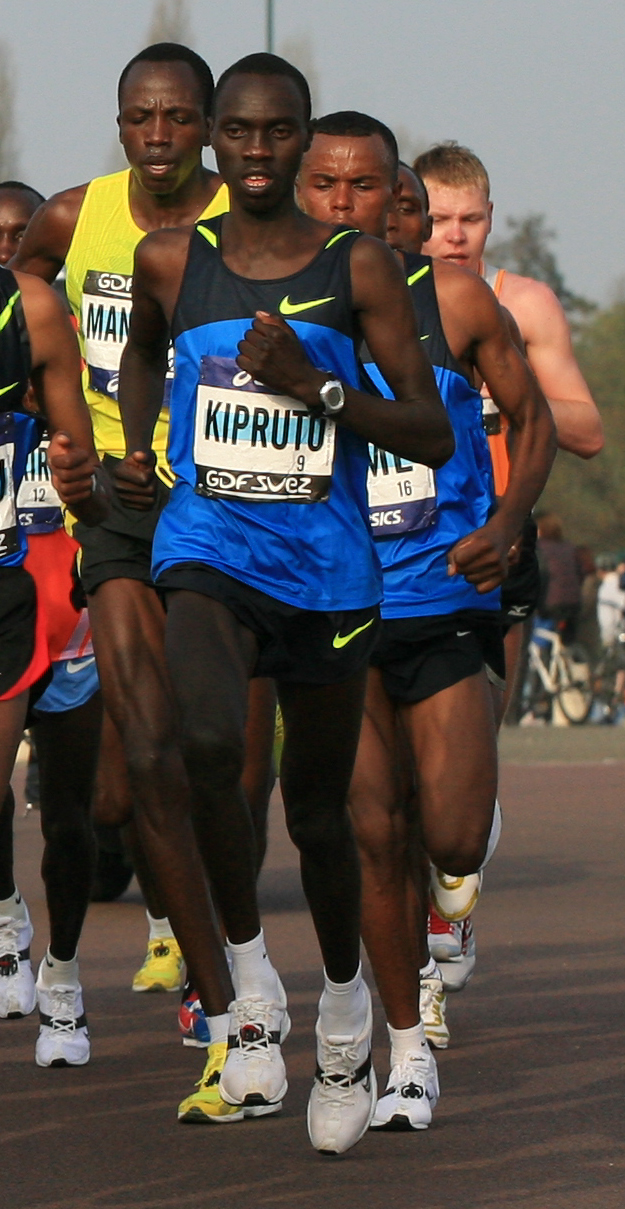
Vincent Kipruto vencedor da Maratona de Paris de 2009.

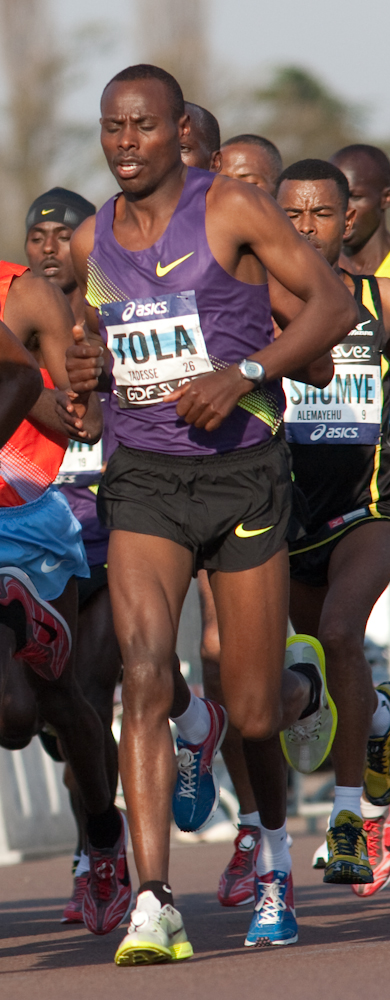
Tadesse Tola vencedor da edição de 2010.

| Ano  | Prova masculina                               | Nacionalidade                                 | Tempo (h:m:s)                                 | Prova feminina                                | Nacionalidade                                 | Tempo (h:m:s)                                 | Ref.                                         |
| ---- | --------------------------------------------- | --------------------------------------------- | --------------------------------------------- | --------------------------------------------- | --------------------------------------------- | --------------------------------------------- | -------------------------------------------- |
| 1976 | Jean-Pierre Eudier                            | França                                        | 2:20:57                                       | Prova não realizada                           | Prova não realizada                           | Prova não realizada                           | [ 2 ]                                        |
| 1977 | Gérard Métayer                                | França                                        | 2:30:41                                       | Prova não realizada                           | Prova não realizada                           | Prova não realizada                           | [ 3 ]                                        |
| 1978 | Gilbert Coutant                               | França                                        | 2:34:55                                       | "Lawrence"                                    | Estados Unidos                                | 3:26:15                                       | [ 4 ]                                        |
| 1979 | Fernand Kolbeck                               | França                                        | 2:18:53                                       | Vreni Forster                                 | Suíça                                         | 2:51:14                                       | [ 5 ]                                        |
| 1980 | Sylvain Cacciatore                            | França                                        | 2:25:50                                       | Gillian Adams                                 | Reino Unido                                   | 2:49:42                                       | [ 6 ]                                        |
| 1981 | Dave Cannon Ron Tabb (ex-æquo)                | Reino Unido · Estados Unidos                  | 2:11:44                                       | Chantal Langlacé                              | França                                        | 2:48:24                                       | [ 7 ]                                        |
| 1982 | Ian Thompson                                  | Reino Unido                                   | 2:14:07                                       | Anne Marie Cienka                             | França                                        | 2:56:14                                       | [ 8 ]                                        |
| 1983 | Jacky Boxberger                               | França                                        | 2:12:38                                       | Jacqueline Courtade                           | França                                        | 2:58:14                                       | [ 9 ]                                        |
| 1984 | Ahmed Salah                                   | Djibuti                                       | 2:11:58                                       | Sylviane Levesque                             | França                                        | 2:38:20                                       | [ 10 ]                                       |
| 1984 | Corrida adicional feminina                    | Corrida adicional feminina                    | Corrida adicional feminina                    | Lorraine Moller                               | Nova Zelândia                                 | 2:32:44                                       | [ 10 ]                                       |
| 1985 | Jacky Boxberger                               | França                                        | 2:10:49                                       | Maureen Hurst                                 | Reino Unido                                   | 2:43:31                                       | [ 11 ]                                       |
| 1986 | Ahmed Salah                                   | Djibuti                                       | 2:12:44                                       | Maria Rebelo-Lelut                            | França                                        | 2:32:16                                       | [ 12 ]                                       |
| 1987 | Abebe Mekonnen                                | Etiópia                                       | 2:11:09                                       | Elena Cobos                                   | Espanha                                       | 2:34:47                                       | [ 13 ]                                       |
| 1988 | Manuel Matias                                 | Portugal                                      | 2:13:53                                       | Aurora Cunha                                  | Portugal                                      | 2:34:56                                       | [ 14 ]                                       |
| 1989 | Steve Brace                                   | Reino Unido                                   | 2:13:03                                       | Kazue Kojima                                  | Japão                                         | 2:29:23                                       | [ 15 ]                                       |
| 1990 | Steve Brace                                   | Reino Unido                                   | 2:13:10                                       | Yoshiko Yamamoto                              | Japão                                         | 2:35:11                                       | [ 16 ]                                       |
| 1991 | Prova não realizada devido a Guerra do Golfo  | Prova não realizada devido a Guerra do Golfo  | Prova não realizada devido a Guerra do Golfo  | Prova não realizada devido a Guerra do Golfo  | Prova não realizada devido a Guerra do Golfo  | Prova não realizada devido a Guerra do Golfo  | Prova não realizada devido a Guerra do Golfo |
| 1992 | Luis Soares                                   | França                                        | 2:10:03                                       | Tatyana Titova                                | Rússia                                        | 2:31:12                                       | [ 17 ]                                       |
| 1993 | Leszek Beblo                                  | Polónia                                       | 2:10:46                                       | Mitsuyo Yoshida                               | Japão                                         | 2:29:16                                       | [ 18 ]                                       |
| 1994 | Saïd Ermili                                   | Marrocos                                      | 2:10:56                                       | Mari Tanigawa                                 | Japão                                         | 2:27:55                                       | [ 19 ]                                       |
| 1995 | Domingos Castro                               | Portugal                                      | 2:10:06                                       | Judit Nagy                                    | Hungria                                       | 2:31:43                                       | [ 20 ]                                       |
| 1996 | Henrique Crisóstomo                           | Portugal                                      | 2:12:18                                       | Alina Tecuta                                  | Roménia                                       | 2:29:32                                       | [ 21 ]                                       |
| 1997 | John Kemboi                                   | Quênia                                        | 2:10:14                                       | Yelena Razdrogina                             | Rússia                                        | 2:29:10                                       | [ 22 ]                                       |
| 1998 | Jackson Kabiga                                | Quênia                                        | 2:09:37                                       | Nicole Caroll                                 | Austrália                                     | 2:27:06                                       | [ 23 ]                                       |
| 1999 | Julius Rutto                                  | Quênia                                        | 2:08:10                                       | Cristina Costea                               | Roménia                                       | 2:26:11                                       | [ 24 ]                                       |
| 2000 | Mohamed Ouaadi                                | França                                        | 2:08:49                                       | Marleen Renders                               | Bélgica                                       | 2:23:43                                       | [ 25 ]                                       |
| 2001 | Simon Biwott                                  | Quênia                                        | 2:09:40                                       | Florence Barsosio                             | Quênia                                        | 2:27:53                                       | [ 26 ]                                       |
| 2002 | Benoît Zwierzchiewski                         | França                                        | 2:08:18                                       | Marleen Renders                               | Bélgica                                       | 2:23:05                                       | [ 27 ]                                       |
| 2003 | Michael Kosgei Rotich                         | Quênia                                        | 2:06:33                                       | Beatrice Omwanza                              | Quênia                                        | 2:27:41                                       | [ 28 ]                                       |
| 2004 | Ambesse Tolosa                                | Etiópia                                       | 2:08:56                                       | Salina Kosgei                                 | Quênia                                        | 2:24:32                                       | [ 29 ]                                       |
| 2005 | Salim Kipsang                                 | Quênia                                        | 2:08:02                                       | Lidiya Grigoryeva                             | Rússia                                        | 2:27:00                                       | [ 30 ]                                       |
| 2006 | Gashaw Asfaw                                  | Etiópia                                       | 2:08:03                                       | Irina Timofeyeva                              | Rússia                                        | 2:27:19                                       | [ 31 ]                                       |
| 2007 | Shami Mubarak                                 | Catar                                         | 2:07:17                                       | Askale Tafa                                   | Etiópia                                       | 2:25:08                                       | [ 32 ]                                       |
| 2008 | Tsegay Kebede                                 | Etiópia                                       | 2:06:40                                       | Martha Komu                                   | Quênia                                        | 2:25:33                                       | [ 33 ]                                       |
| 2009 | Vincent Kipruto                               | Quênia                                        | 2:05:47                                       | Atsede Baysa                                  | Etiópia                                       | 2:24:42                                       | [ 34 ] [ 35 ]                                |
| 2010 | Tadesse Tola                                  | Etiópia                                       | 2:06:41                                       | Atsede Baysa                                  | Etiópia                                       | 2:22:04                                       | [ 37 ] [ 38 ]                                |
| 2011 | Benjamin Kiptoo                               | Quênia                                        | 2:06:29                                       | Priscah Jeptoo                                | Quênia                                        | 2:22:51                                       | [ 39 ] [ 40 ]                                |
| 2012 | Stanley Biwott                                | Quênia                                        | 2:05:11                                       | Tirfi Beyene                                  | Etiópia                                       | 2:21:39                                       | [ 42 ]                                       |
| 2013 | Peter Some                                    | Quênia                                        | 2:05:38                                       | Boru Tadese                                   | Etiópia                                       | 2:21:06                                       | [ 43 ] [ 44 ]                                |
| 2014 | Kenenisa Bekele                               | Etiópia                                       | 2:05:04                                       | Flomena Cheyech                               | Quênia                                        | 2:22:42                                       | [ 45 ]                                       |
| 2015 | Mark Korir                                    | Quênia                                        | 2:05:49                                       | Meseret Mengistu                              | Etiópia                                       | 2:23:26                                       | [ 46 ]                                       |
| 2016 | Cyprian Kotut                                 | Quênia                                        | 2:06:10                                       | Purity Rionoripo                              | Quênia                                        | 2:20:55                                       | [ 47 ]                                       |
| 2017 | Paul Lonyangata                               | Quênia                                        | 2:07:11                                       | Visiline Jepkesho                             | Quênia                                        | 2:20:55                                       | [ 48 ]                                       |
| 2018 | Paul Lonyangata                               | Quênia                                        | 2:06:25                                       | Betsy Saina                                   | Quênia                                        | 2:22:56                                       | [ 49 ]                                       |
| 2019 | Abrha Milaw                                   | Etiópia                                       | 2:07:05                                       | Gelete Burka                                  | Etiópia                                       | 2:22:47                                       | [ 50 ]                                       |
| 2020 | Prova cancelada devido a pandemia de COVID-19 | Prova cancelada devido a pandemia de COVID-19 | Prova cancelada devido a pandemia de COVID-19 | Prova cancelada devido a pandemia de COVID-19 | Prova cancelada devido a pandemia de COVID-19 | Prova cancelada devido a pandemia de COVID-19 | [ 51 ]                                       |
| 2021 | Elisha Rotich                                 | Quênia                                        | 2:04:21                                       | Tigist Memuye                                 | Etiópia                                       | 2:26:11                                       | [ 52 ]                                       |